# Torre BMW
La Torre BMW è un edificio di Monaco di Baviera, conosciuto in tedesco come BMW-Vierzylinder ("BMW quattro cilindri"), BMW-Turm ("Torre BMW") o BMW-Hochhaus ("BMW sede principale"), che da oltre 50 anni è il quartier generale mondiale dell'azienda costruttrice di autoveicoli e motoveicoli BMW.
L'edificio, inaugurato ufficialmente il 18 maggio 1973, è diventato uno dei simboli caratteristici di Monaco e nel 1999 è stato dichiarato "costruzione storica protetta"; nel periodo 2004-2006 è stato sottoposto ad importanti lavori di rinnovamento e manutenzione. Nei suoi pressi si trovano l'area olimpica di Monaco e il cosiddetto BMW Welt, il grande centro espositivo della casa automobilistica inaugurato nel 2007.

## Concezione e costruzione
La torre venne costruita tra il 1968 e il 1972 e fu completata in tempo per i Giochi Olimpici di Monaco del 1972 anche se la sua inaugurazione ufficiale avvenne solo il 18 maggio 1973. L'edificio alto 99,5 metri si trova vicino al Villaggio Olimpico ed è considerato uno dei più notevoli esempi di architettura moderna presenti a Monaco. L'aspetto esterno del grattacielo richiama la forma di quattro cilindri di un motore automobilistico, mentre il Museo BMW che si trova accanto all'edificio rappresenta la testata del motore. Il Museo BMW è noto comunemente anche come "insalatiera" o "ciotola per cereali". Entrambe le costruzioni furono disegnate dall'architetto austriaco Karl Schwanzer.
La torre principale è costituita da quattro cilindri verticali in calcestruzzo vicini e in parte interconnessi l'uno all'altro. Ciascun cilindro è diviso orizzontalmente da una retrazione della facciata verso il centro; è importante evidenziare che queste costruzioni cilindriche non sono ancorate direttamente sul terreno ma sono sospese su un supporto centrale della torre. Durante la costruzione dell'edificio, i singoli piani furono assemblati a terra, compresi la facciata e le vetrate, e poi sollevati con enormi ponteggi che permisero di ottenere un notevole risparmio di tempo. La Torre BMW ha un diametro di 53,30 metri ed è costituita da 22 piani, di cui due che fanno parte delle fondamenta e 18 che sono utilizzati come uffici per la direzione generale mondiale della BMW.
La Torre BMW (BMW-Hochhaus) era il più alto edificio commerciale di Monaco di Baviera al momento del suo completamento ma è stato superato nel 1981 dall'HVB Tower sede della HypoVereinsbank, banca commerciale tedesca facente parte del gruppo UniCredit.
Nel 2007 accanto alla Torre BMW e al Museo BMW è sorto il nuovo BMW Welt, un avveniristico centro multifunzionale e un'area espositiva della BMW, progettato per mostrate i prodotti correnti della casa automobilistica, per commercializzare questi prodotti e per offrire un grande centro di conferenze ed eventi speciali.

## Cultura di massa
Durante i Giochi Olimpici del 1972 i simboli BMW presenti sull'edificio furono rimossi temporaneamente per prevenire problemi legali di pubblicità; allo stesso modo i marchi BMW furono rimossi dalla auto impiegate dall'organizzazione olimpica durante la maratona. I simboli sono stati rimossi anche per l'apparizione dell'edificio nel film del 1975 Rollerball, sostituiti da grandi cerchi arancione che rappresentavano il logo della fittizia Energy Corporation del futuro.
L'edificio è apparso anche nel film horror del 1977 Suspiria.

## Galleria d'immagini

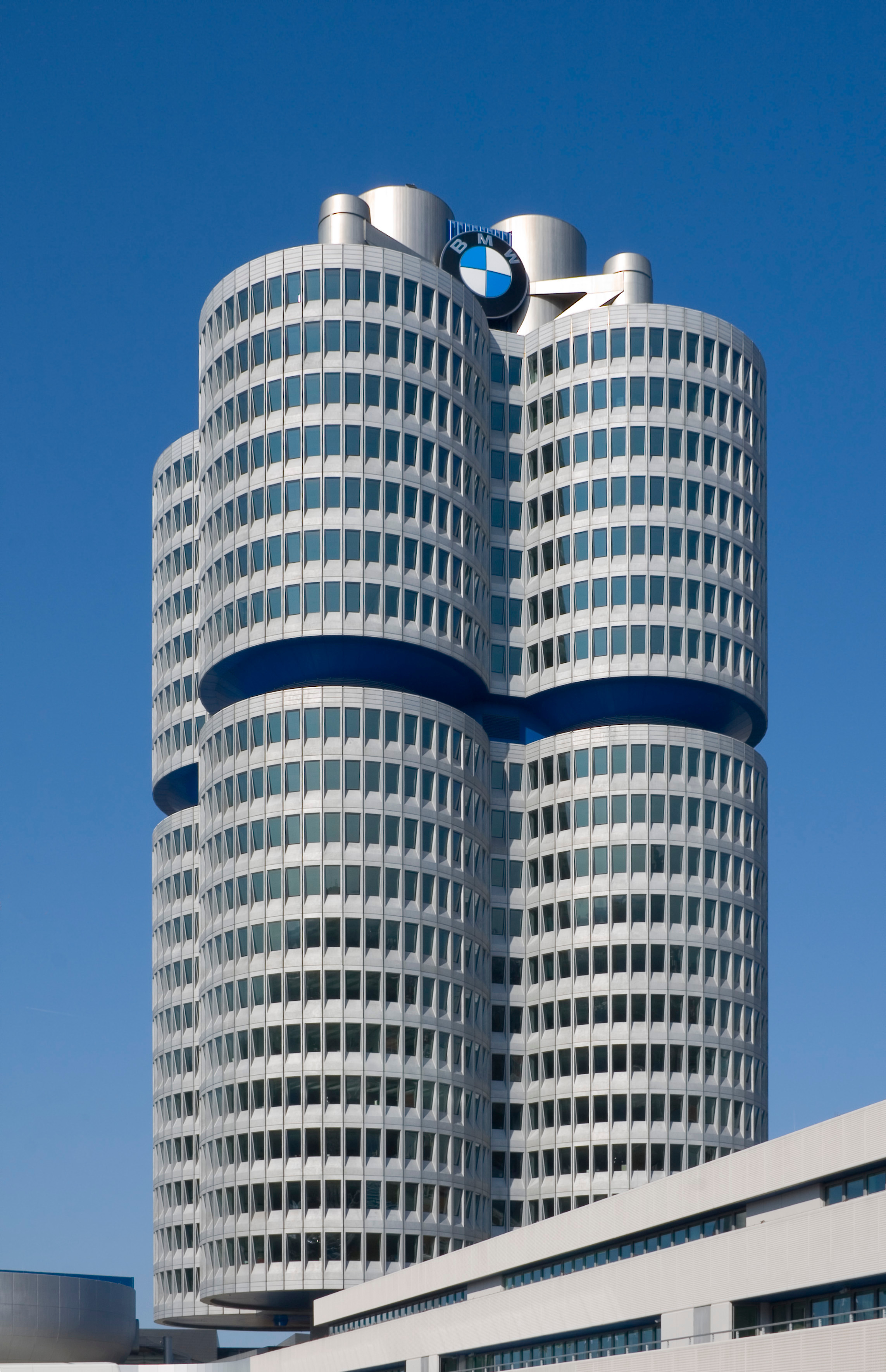
Scorcio laterale della torre
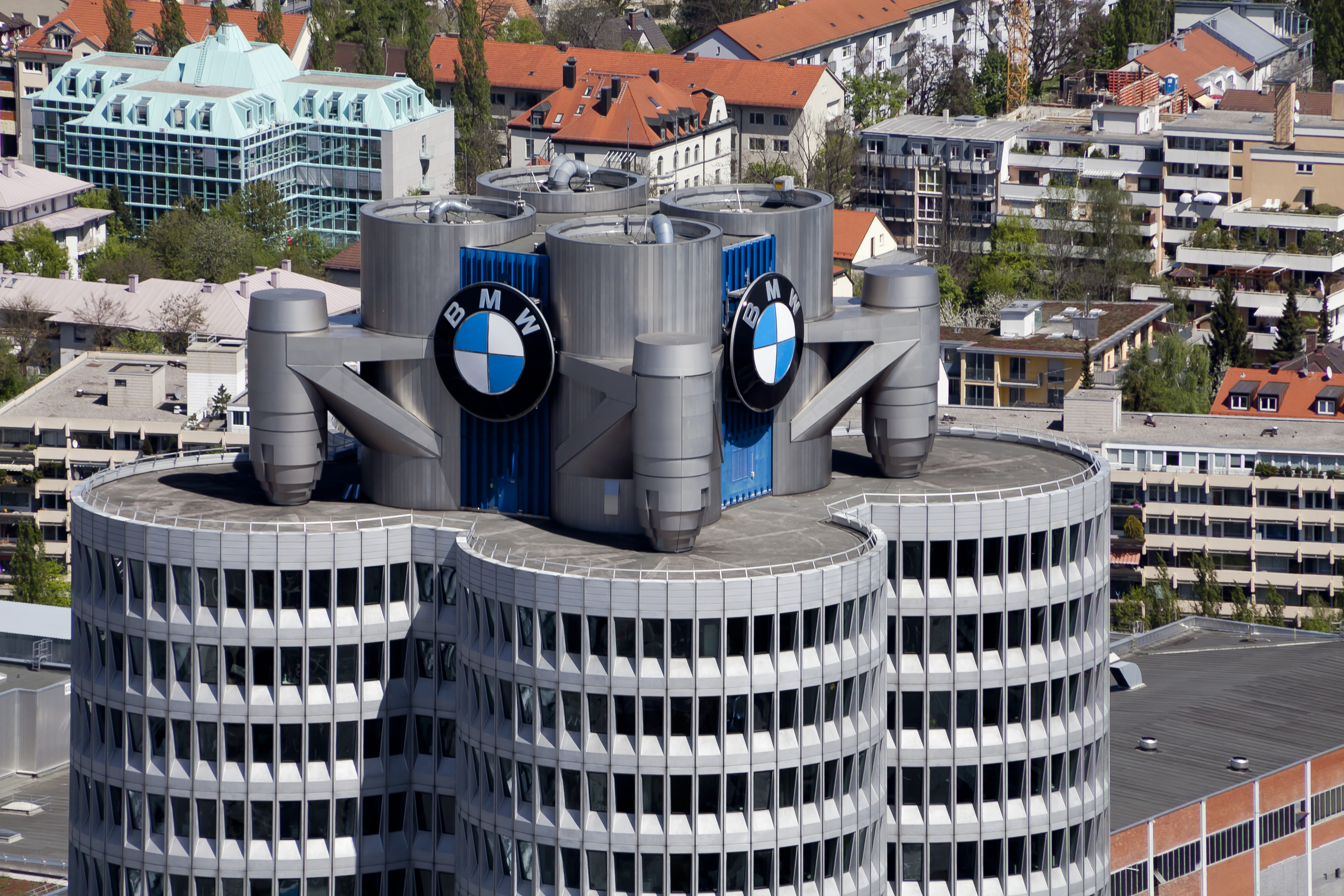
La cima dei quattro cilindri con i loghi BMW
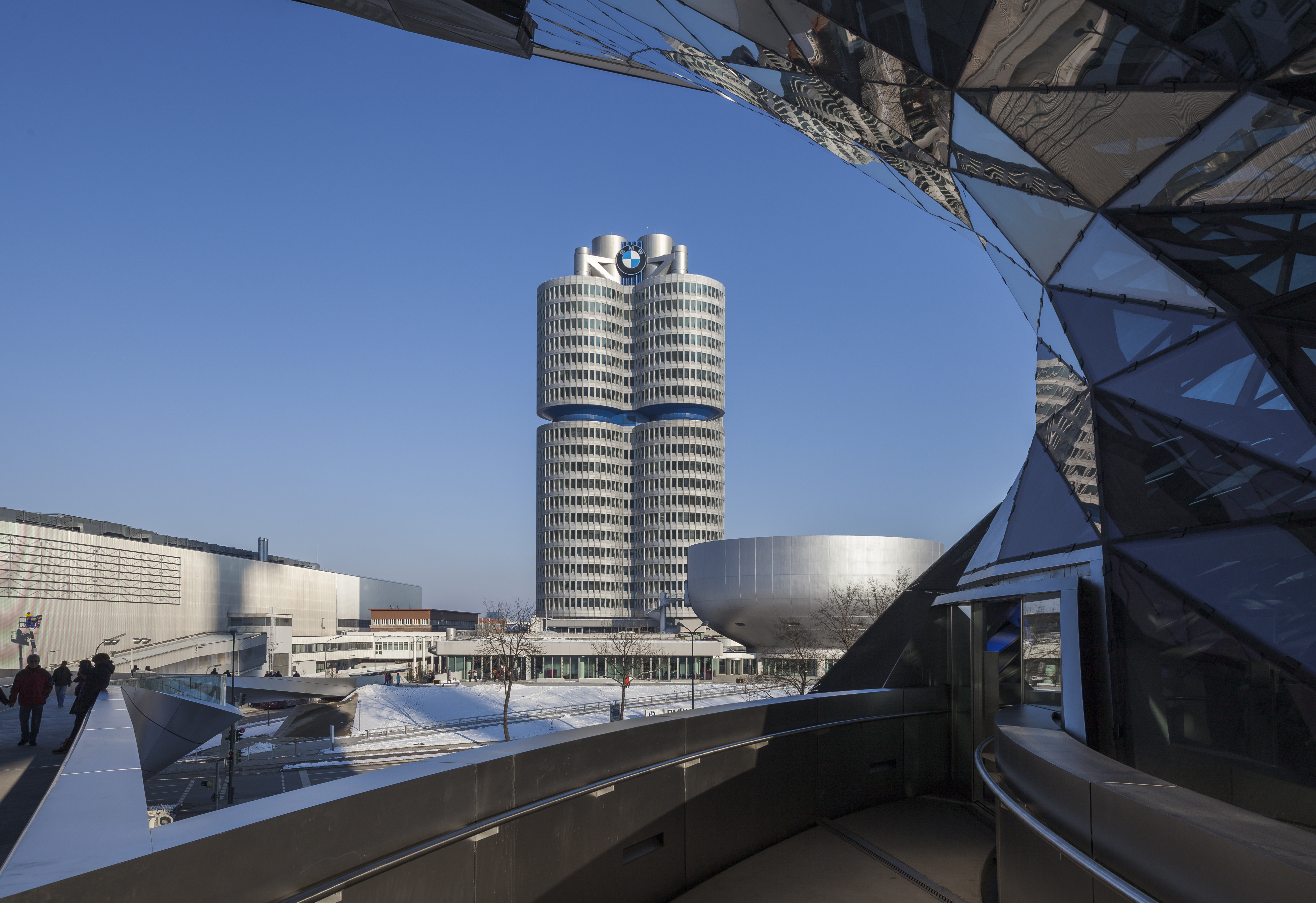
La torre e il museo visti dal centro espositivo BMW
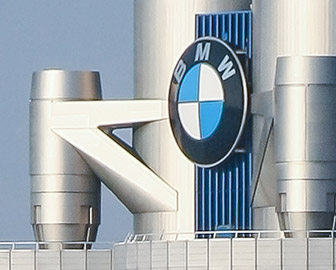
Dettaglio sul logo BMW in cima alla torre
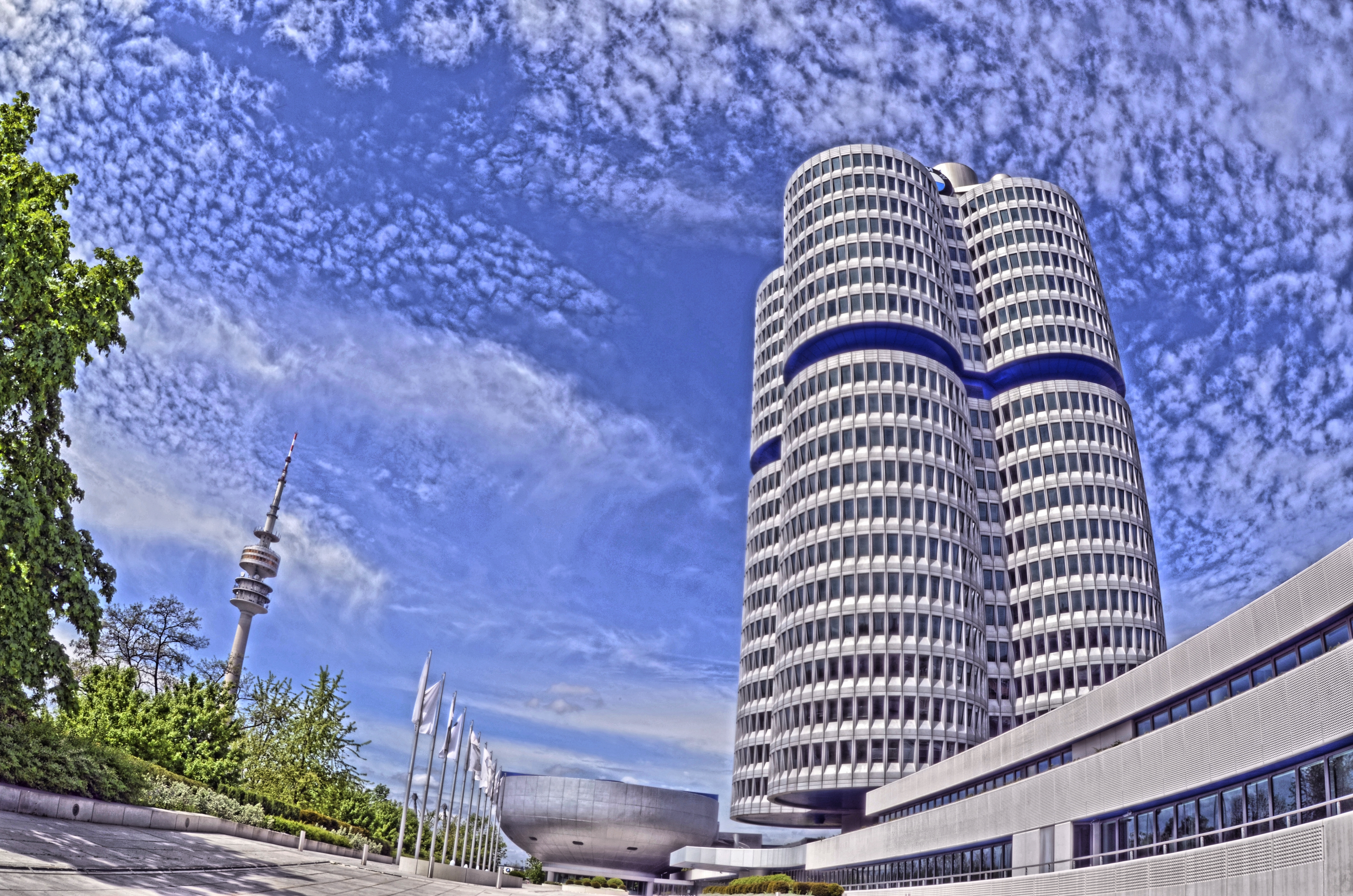
La torre con a sinistra l'antenna olimpica
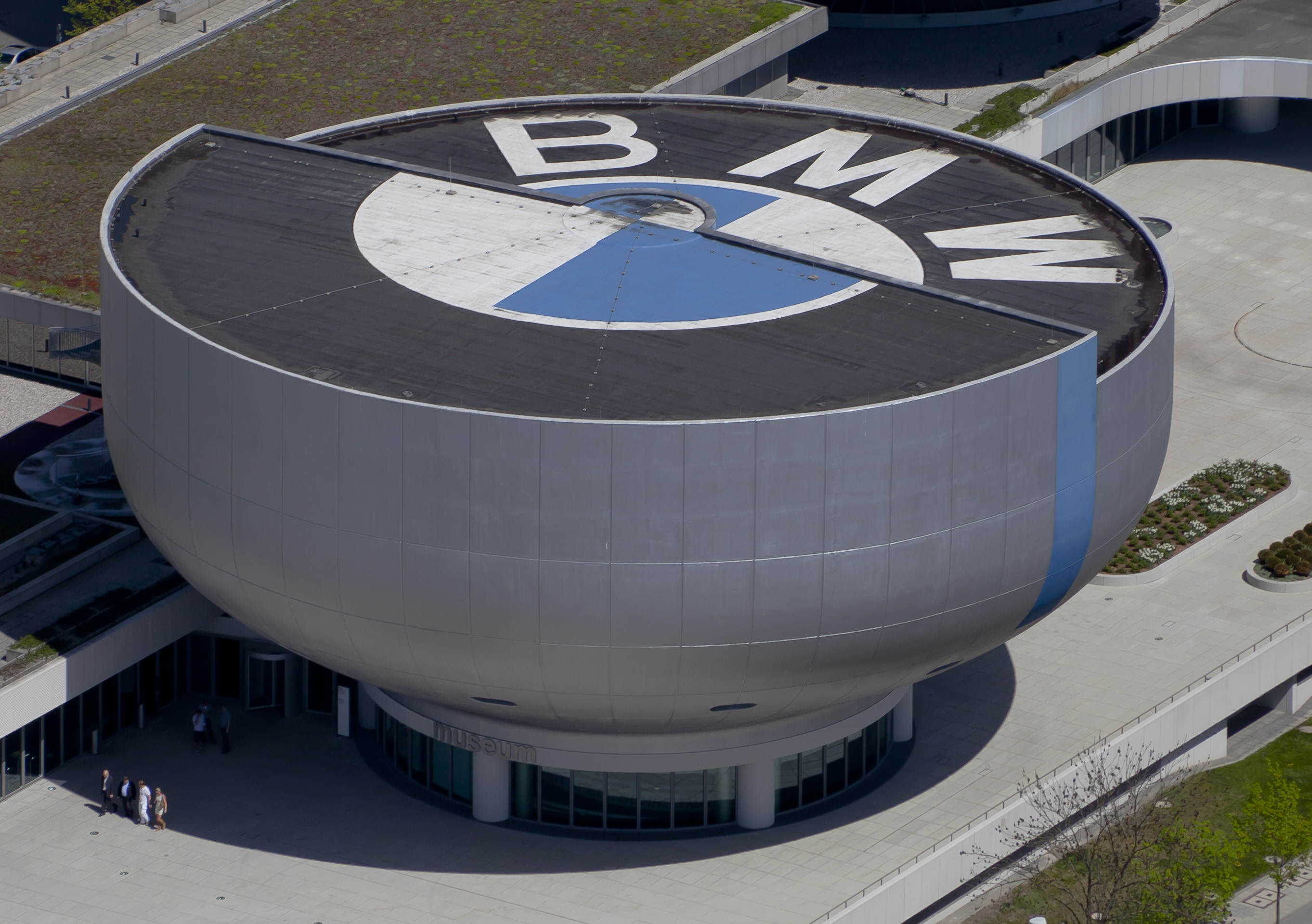
Il Museo BMW
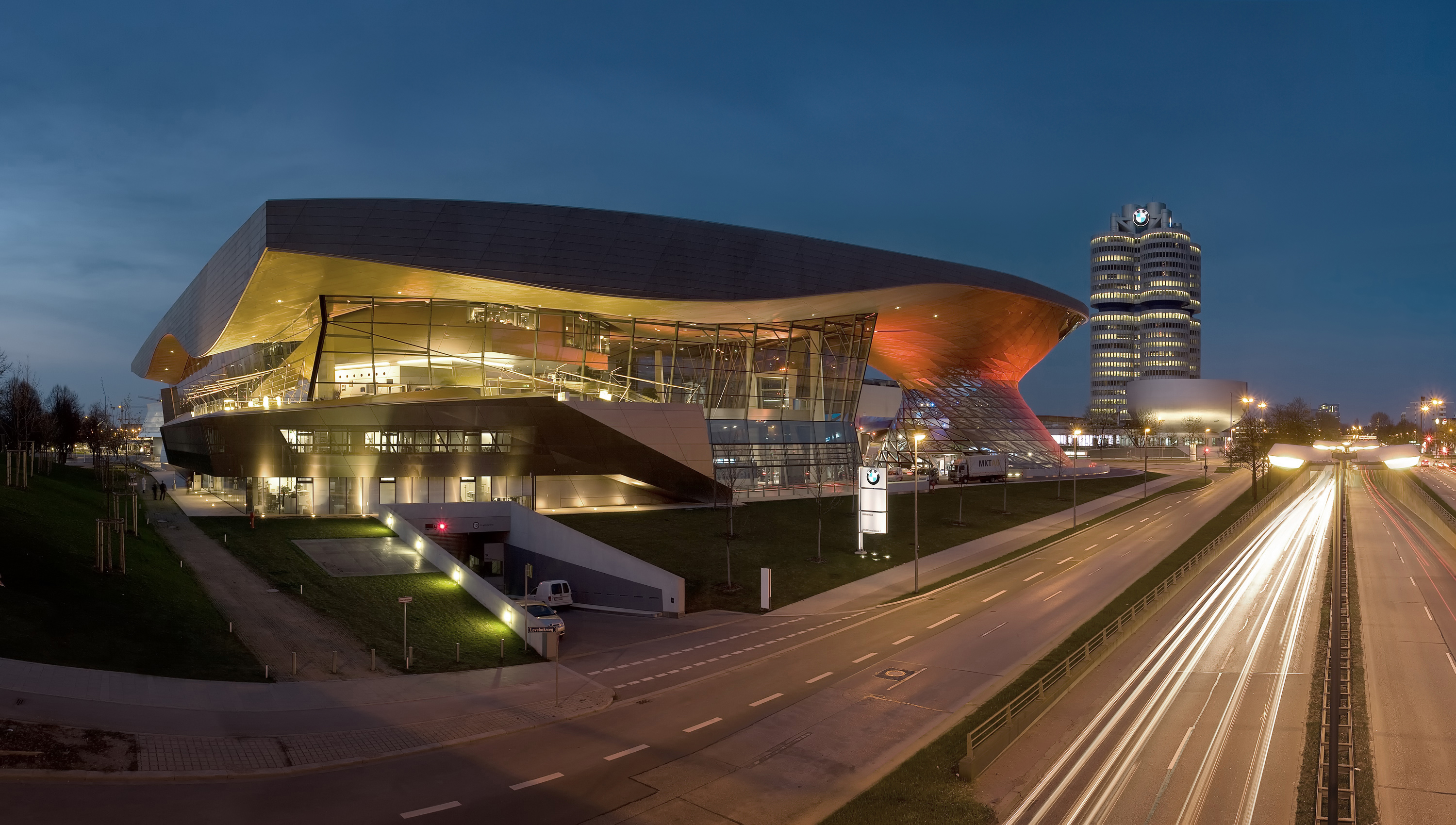
Il BMW Welt con in secondo piano la torre e il museo BMW